# Senegal nos Jogos Olímpicos de Verão de 1984
Senegal competiu nos Jogos Olímpicos de Verão de 1984 em Los Angeles, Estados Unidos.

## Resultados por Evento

### Atletismo
100m masculino
- Charles-Louis Seck

400m masculino
- Boubacar Diallo
  - Eliminatória — 46.73 (→ não avançou)

800m masculino
- Moussa Fall
- Babacar Niang

400m com barreiras masculino
- Amadou Dia Bâ

Revezamento 4x100m masculino
- Mamadou Sène
- Hamidou Diawara
- Ibrahima Fall
- Charles-Louis Seck
- Saliou Seck

Revezamento 4x400m masculino
- Boubacar Diallo
- Babacar Niang
- Moussa Fall
- Amadou Dia Bâ

3.000m com obstáculos masculino
- Mamadou Boye

Salto triplo masculino
- Mamadou Diallo

Salto em altura feminino
- Constance Senghor
  - Classificatória — 1,70 m (→ não avançou, 27º lugar)

### Judô
Até 60 kg masculino
- Djibril Sall

Até 71 kg masculino
- Ibrahima Diallo

Até 78 kg masculino
- Ousseynou Guèye

Até 95 kg masculino
- Abdul Daffé

Acima de 95 kg masculino
- Khalif Diouf

Categoria Aberta masculino
- Lansana Coly

### Lutas
Livre Peso Mosca masculino
- Talla Diaw

Livre Peso Pesado-ligeiro masculino
- Amadou Katy Diop

Livre Peso Pesado masculino
- Ambroise Sarr

Livre Peso Super-pesado masculino
- Mamadou Sakho

### Tiro
Tiro rápido 25 metros
- Mamadou Sow

Pistola livre 50 metros
- Amadou Ciré Baal

### Vela
Classe Lechner masculino
- Babacar Wade